# Französische Straße (Berlin)
Die Französische Straße ist eine in West-Ost-Richtung verlaufende Straße im Berliner Ortsteil Mitte des gleichnamigen Bezirks. Sie verbindet die Hannah-Arendt-Straße mit dem Werderschen Markt, der sich jenseits der Spreeinsel als Rathausstraße fortsetzt. Ihr Name geht auf die hier nach dem Edikt von Potsdam Ende des 17. Jahrhunderts angesiedelten französischen Glaubensflüchtlinge (Hugenotten) zurück, die unter anderem die Französische Friedrichstadtkirche errichteten.
Eine bis 2009 namenlose Verlängerung zur Kreuzung Hannah-Arendt-Straße / Wilhelmstraße wurde am 15. Dezember 2009 mit der Verkehrsfreigabe in die Französische Straße einbezogen.

## Geschichte
Die Straße, bereits im Alt-Berliner Stadtkern westlich der Bastion im Bereich Friedrichsvorstadt verzeichnet, wurde um 1706 offiziell benannt. Die Namensgebung Französische Straße bezieht sich auf „die französischen Réfugiés, die in dieser Straße großen Besitz hatten“. Um das Jahr 1700 war fast jeder fünfte Berliner ein Franzose. Die französischen Réfugiés hatten sich vor allem in der Dorotheenstadt angesiedelt. Um 1740 wurden benachbarte Straßenabschnitte wie Beim Französischen Kirchhof und Nach dem Französischen Kirchhof in den Verlauf einbezogen.
Die Straße endete in jenen Jahren östlich an einem Gebäude, das seit 1849 der Sitz der Ersten Kammer des Preußischen Herrenhauses war. Nachdem dieses im Jahr 1851 einem Brand zum Opfer gefallen war, wurde die Ruine abgetragen und die Französische Straße bis zur Oberwallstraße verlängert.
Das innerstädtische Straßensystem der Französischen, Mauer-, Jäger-, Friedrich- und Charlottenstraße war 1848 das Zentrum der Barrikadenkämpfe der Märzrevolution. Daran erinnert eine im Jahr 1998 enthüllte Bronze-Gedenktafel am Eckhaus Französische Straße/Oberwallstraße mit folgender Inschrift: „An diesem Standort befand sich die erste der von den preußischen Gardetruppen auf Befehl des Generals Karl Ludwig von Prittwitz angegriffenen Barrikaden. Sie musste nach kurzem Kampf aufgegeben werden und nur wenige Verteidiger entkamen über die Dächer.“

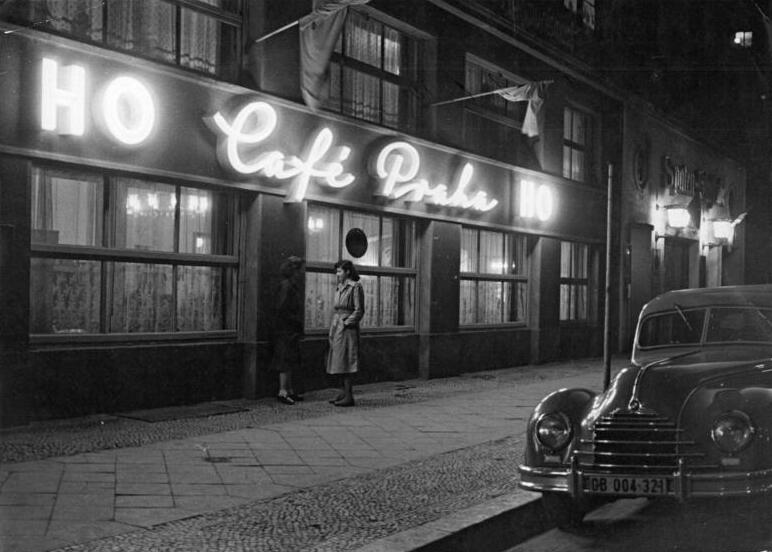
Café Praha, 1952
Im Haus von F. W. Borchardt

In den 1980er Jahren ließ die DDR-Regierung zahlreiche Neubauten anstelle der im Zweiten Weltkrieg zerstörten Gebäude errichten. Der Baustil orientierte sich an den erhaltenen Schinkelschen Bauten und der früheren Geschosshöhe, als Material wurden jedoch Betonfertigteile zum Einsatz gebracht, die eine reiche Profilierung erhielten. Sie führten wieder zu einem geschlossenen Straßenbild und sind erst bei genauerem Hinsehen als Neubauten zu erkennen.

## Bauwerke und Sehenswürdigkeiten

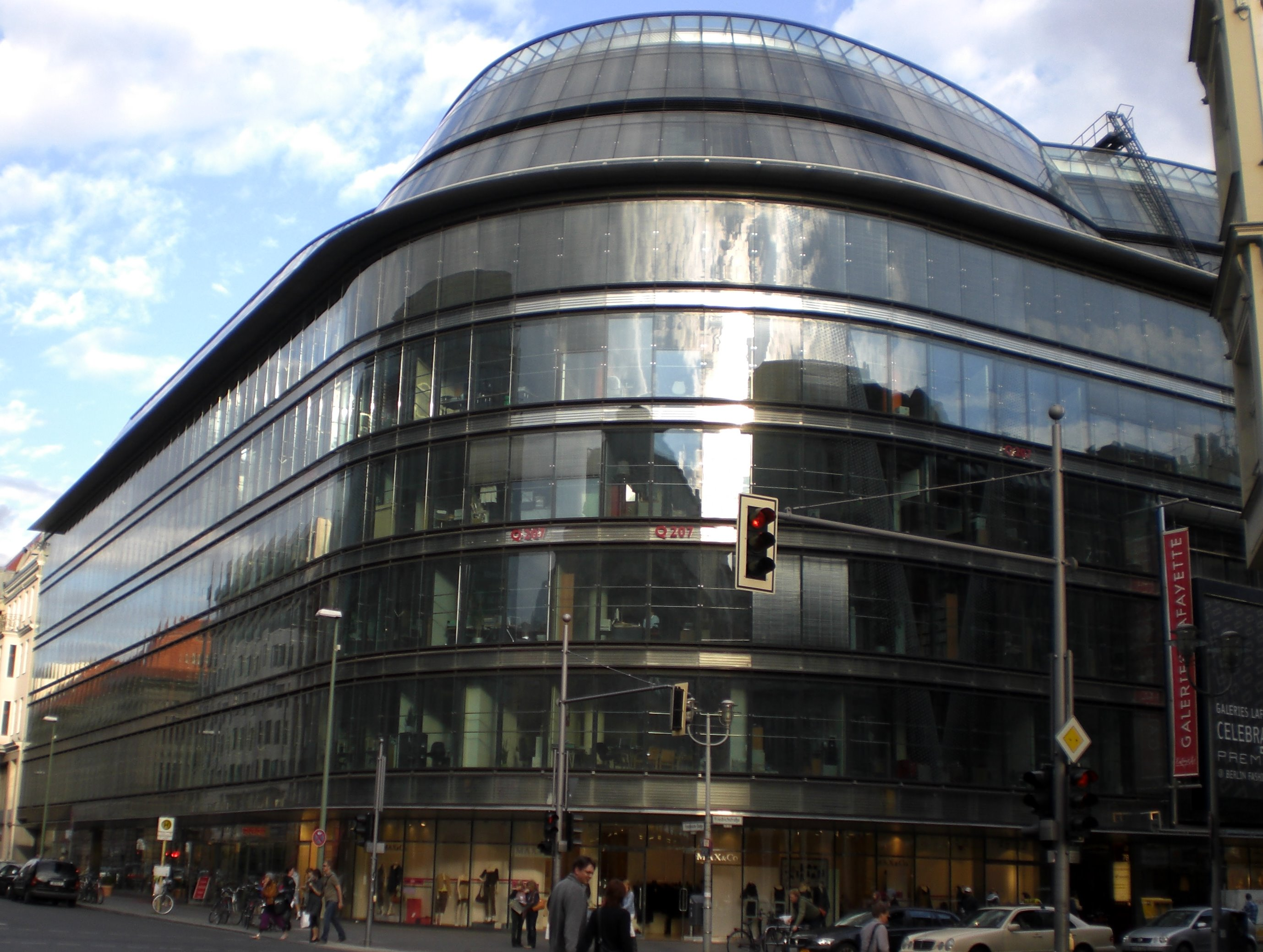
Kaufhaus Galeries Lafayette, an der Kreuzung mit der Friedrichstraße

An der Französischen Straße Ecke Friedrichstraße befand sich die Galeries Lafayette Berlin und die Straße war namensgebend für den seit 4. Dezember 2020 geschlossenen U-Bahnhof Französische Straße. Seit September 2023 weist an einem ehemaligen Eingang das Schild Nord-Süd auf den ursprünglichen Namen der hier verlaufenden U-Bahn-Linie U6 hin. In unmittelbarer Nähe der Französischen Straße liegt der Gendarmenmarkt mit dem Schauspielhaus.
Weitere historische und teilweise unter Denkmalschutz gestellte Gebäude sind:
- Nummer 1–7 und 63–68: Gebäudekomplex der Deutschen Bank, um 1872–1874[7][2]
- Nummer 9–12: Postamt Berlin W 8, 1908–1912 im Stil des holländischen Barock für die Reichspost errichtet[8]
- Nummer 13/14: Wohn- und Geschäftshaus, um 1880[9]
- Nummer 24: Wohn- und Geschäftshaus, um 1895[10]

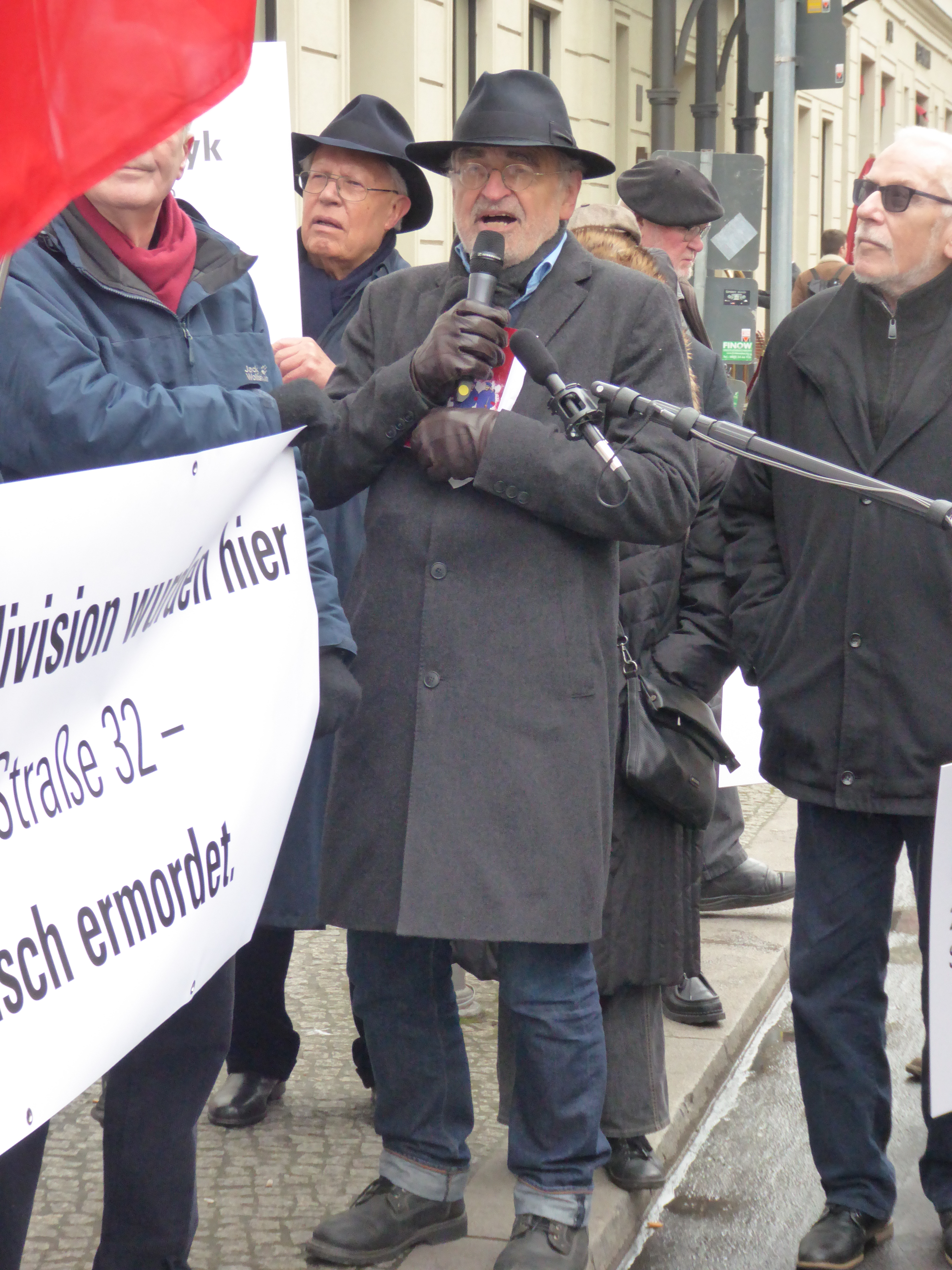
Klaus Gietinger bei der Gedenkveranstaltung für ermordete Volksmarine-Soldaten in der Französischen Straße 32 am 11. März 2019

- Nummer 32: Wohn- und Geschäftshaus, um 1830, unter anderem im Eigentum des Ballettmeisters Paul Taglioni, der Kaufmannsfamilie Borchardt, der Privatbanken J. Dreyfus & Co. und Delbrück, Schickler & Co., ab 1945 Sitz des Aufbau-Verlags
- Nummer 36–39: Gebäude der Dresdner Bank,[2] 1887[12]
- Nummer 42–44: Sitz der ehemaligen Berliner Handelsgesellschaft,[2] 1897–1900 nach Plänen von Alfred Messel errichtet[13]
- Nummer 47: Gasthaus F. W. Borchardt, um 1895 vom Architekten K. Gause im Neobarockstil als Wohn- und Geschäftshaus gebaut und häufig umgenutzt
- Friedrichswerdersche Kirche am Werderschen Markt, der unmittelbar an die Französische Straße anschließt.

Nicht mehr erhaltene Gewerbebauten (Auswahl, Stand: 1943)
- Nummer 16: Deutsches Institut für Bankwissenschaft und Bankwesen e. V.
- Nummer 18 und 49–56: Reichs-Credit-Gesellschaft AG
- Nummer 22/23: Wirtschaftspolitischer Dienst Verlag H. Funke und Deutsches Arbeitswissenschaftliches Institut
- Nummer 33: Gothaer Feuerversicherungs-Bank AG, Bezirksdirektion Groß-Berlin
- Nummer 33a, 33b, 33c: Deutsche Reichspost mit dem Telegrafenbauamt und einem Rohrpostdienst
- Nummer 33e: Filiale der Dresdner Bank
- Nummer 46: Reichswirtschaftsministerium
- Nummer 49: Verkaufs-Filiale von Faber Castell
- Nummer 50–56: Reichs-Kredit-Gesellschaft, Haus 52 1883–1889 im Besitz der Gothaer Leben
- Nummer 57/58: Berliner Bank Institut Joseph Goldschmidt Co.

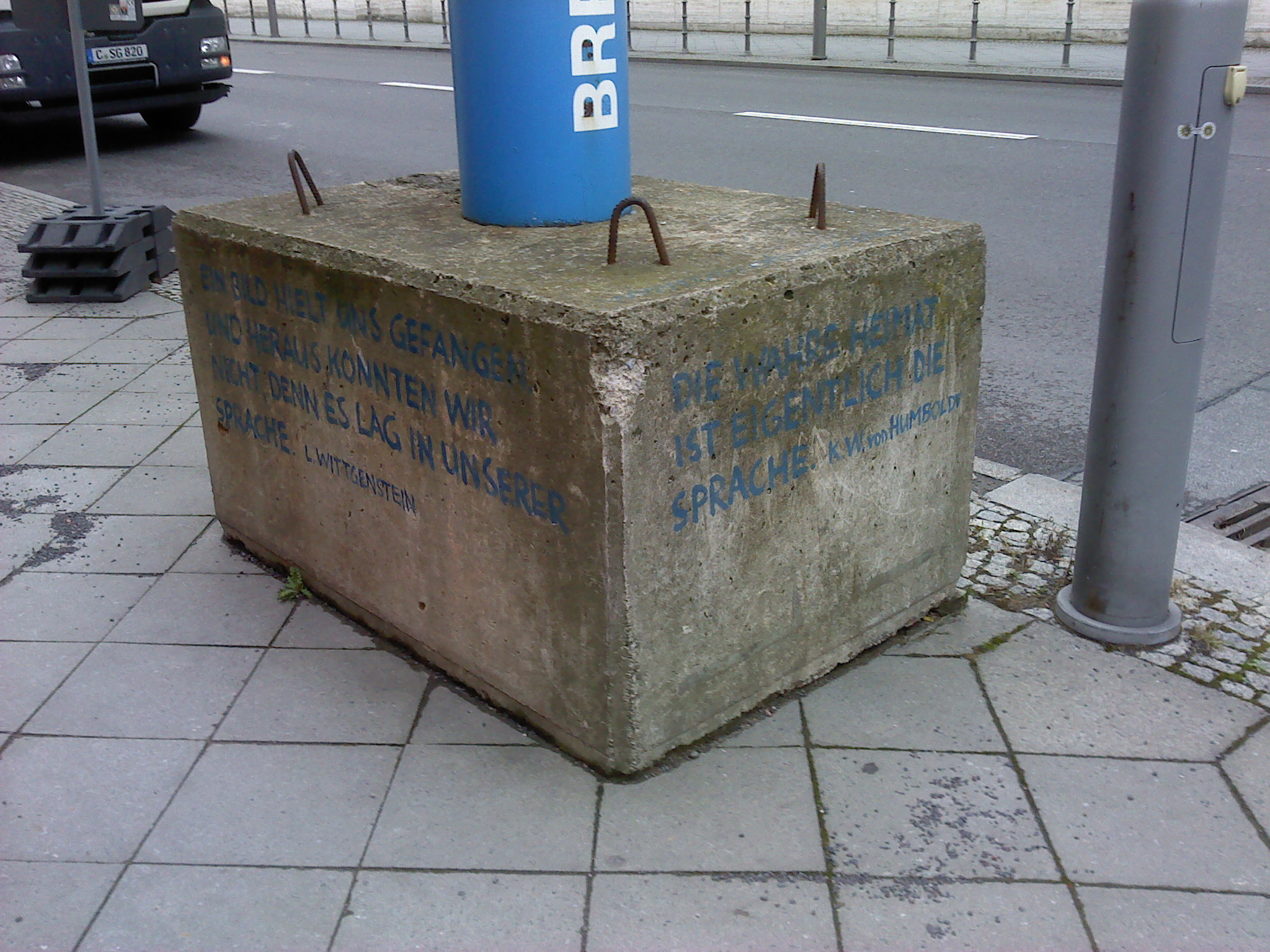
Zwei Seiten eines mit Sprüchen bemalten Betonklotzes in dieser Straße

## Straßenkunst
In den Jahren 2014 und 2015 waren entlang des Ostbereichs dieser Straße Betonklötze mit Sinnsprüchen zu sehen. Diese stammten von dem Künstler Wolfgang Nieblich und zierten Baustellenabsperrungen der Firma Brechtel.